# Antistia (vrouw van Pompeius)
Antistia was de eerste echtgenote van Gnaius Pompeius Magnus maior.
Hun huwelijk was het gevolg van een akkoordje dat haar vader had gesloten met Pompeius. Pompeius was in 86 v.Chr. namelijk aangeklaagd geweest op beschuldiging van verduistering van oorlogsbuit. De rechter van Pompeius' proces was Antistia's vader Publius Antistius. Pompeius sloot daarop een deal met Antistius en stemde in met een huwelijk met Antistia. In ruil hiervoor werd hij vrijgesproken.
Lucius Cornelius Sulla was tegen Mithridates de Grote van Pontus ten strijde getrokken, terwijl Lucius Cornelius Cinna en Gnaius Papirius Carbo Rome regeerden. Bij zijn terugkeer trok Sulla ten oorlog tegen Carbo, waar Cinna het jaar daarvoor was gestorven. Ter vergelding vermoordde Carbo elke man die hij meende een aanhanger van Sulla te zijn. Onder degenen die omkwamen bevond zich ook Antistia's vader. Haar moeder pleegde zelfmoord na haar vaders dood.
Het einde van het huwelijk werd versneld door de jonge Pompeius' wonderbaarlijke militaire vaardigheden en tarting van de traditie. Pompeius bracht Sulla een leger en hij gebruikte het met veel vaardigheid om Sulla's doeleinden te helpen te verwezenlijken. In de hoop een sterkere alliantie te smeden, bood Sulla Pompeius zijn zwangere stiefdochter Aemilia Scaura aan en Pompeius scheidde zonder probleem van Antistia.